# 綦連猛
綦連猛（6世紀—577年），字武兒，鮮卑綦連氏（綦氏），東魏、北齊將領，代人。
一說他的祖先是姬姓，十六國時，居祁連山，因山為姓。北魏燕郡太守元成的兒子。
開始修習弓馬，有志氣。魏孝庄帝永安三年（530年），被爾朱榮引為親信。爾朱榮死後，他隨爾朱世隆投奔建州，後來隨爾朱兆入洛陽。普泰元年（531年），任征虜將軍、中散大夫。爾朱兆失敗之後，歸順高歡。東魏元象元年（538年），隨高歡在邙山和西魏作戰。次年，因功封為廣興縣君。任撫軍將軍，封石城縣子。北齊天保元年（550年），任都督、東秦州刺史。隨征契丹、柔然、庫莫奚、突厥。官至領軍將軍，封義寧縣公。天統五年（569年），任领军大将军，封山阳王。武平年间，被后主高纬削去王爵，为西兖州刺史，在任宽惠。后来担任胶州刺史。武平七年（576年），任大将军。北齐灭亡入北周，不久去世。

## 延伸阅读
[在维基数据编辑]
 《北齊書·卷41》，出自李百药《北齊書》
 《北史·卷053》，出自李延壽《北史》